# Bóng đá tại Đại hội Thể thao châu Á 2022
Bóng đá tại Đại hội Thể thao châu Á 2022 được diễn ra từ ngày 19 tháng 9 đến ngày 7 tháng 10 năm 2023 ở Trung Quốc. Thành phần tham dự bóng đá nam là đội tuyển U-24 (dưới 24 tuổi), đối với bóng đá nữ là đội tuyển quốc gia (không giới hạn độ tuổi).

## Chương trình thi đấu
Tất cả thời gian là giờ chuẩn Đông Trung Quốc địa phương (UTC+8).
| G | Vòng bảng | ⅛ | Vòng 16 đội | ¼ | Tứ kết | ½ | Bán kết | B | Huy chương Đồng | F | Huy chương Vàng |

| NgàySự kiện | T3 19 | T4 20 | T5 21 | T6 22 | T7 23 | CN 24 | T2 25 | T3 26 | T4 27 | T5 28 | T6 29 | T7 30 | CN 1 | T2 2 | T3 3 | T4 4 | T5 5 | T6 6 | T6 6 | T7 7 | T7 7 |
| ----------- | ----- | ----- | ----- | ----- | ----- | ----- | ----- | ----- | ----- | ----- | ----- | ----- | ---- | ---- | ---- | ---- | ---- | ---- | ---- | ---- | ---- |
| Nam         | G     | G     | G     | G     | G     | G     |       | ⅛     | ⅛     |       |       | ¼     |      |      | ½    |      |      |      |      | B    | F    |
| Nữ          |       |       |       |       |       |       | G     | G     | G     | G     | G     | G     | ¼    | ¼    |      | ½    |      | B    | F    |      |      |

## Địa điểm
| Hàng Châu                                                                                                  | Hàng Châu                                 | Hàng Châu                                    | Hàng Châu                                | Hàng Châu                                           | Kim Hoa               | Kim Hoa                                        | Ôn Châu                                           | Ôn Châu                |
| --- | ----------------------------------------- | -------------------------------------------- | ---------------------------------------- | --------------------------------------------------- | --------------------- | ---------------------------------------------- | ------------------------------------------------- | ---------------------- |
| Sân vận động Công viên Thể thao Hàng Châu                                                                  | Sân vận động Trung Tâm Thể Thao Rồng Vàng | Sân vận động Trung tâm thể thao Thượng Thành | Sân vận động Trung tâm Thể thao Lâm Bình | Sân vận động Trung tâm thể thao Tiêu Sơn Hàng Châu* | Sân vận động Kim Hoa* | Sân vận động Đông Đại học Sư phạm Chiết Giang* | Sân vận động Trung tâm Thể thao Olympic Ôn Châu** | Sân vận động Ôn Châu** |
| Sức chứa: 80,000                                                                                           | Sức chứa: 51,000                          | Sức chứa: 13,544                             | Sức chứa: 12,000                         | Sức chứa: 10,118                                    | Sức chứa: 27,000      | Sức chứa: 11,349                               | Sức chứa: 50,000                                  | Sức chứa: 18,000       |
| |                                           |                                              |                                          |                                                     |                       |                                                |                                                   |                        |
| Bản đồ ở Chiết Giang với các địa điểm tổ chức Đại hội Thể thao bóng đá châu Á 2022.Hàng ChâuÔn ChâuKim Hoa |                                           |                                              |                                          |                                                     |                       |                                                |                                                   |                        |

*Sân vận động Trung tâm Thể thao Tiêu Sơn, Sân vận động Kim Hoa và Sân vận động Đông Đại học Sư phạm Chiết Giang chỉ được sử dụng trong giải đấu nam.
**Sân vận động Trung tâm thể thao Olympic Ôn Châu và Sân vận động Ôn Châu chỉ được sử dụng trong giải đấu Nữ.
Sân vận động Công viên Thể thao Hàng Châu chỉ được sử dụng trong trận chung kết giải đấu nam.

## Các đội tham dự

### Giải đấu nam
- Bahrain
- Bangladesh[2]
- Trung Quốc (Chủ nhà)
- Đài Bắc Trung Hoa
- Hồng Kông[3]
- Ấn Độ[4]
- Indonesia[5]
- Iran
- Nhật Bản
- Kuwait
- Kyrgyzstan
- Mông Cổ
- Myanmar
- CHDCND Triều Tiên
- Palestine
- Qatar
- Ả Rập Xê Út
- Hàn Quốc[6]
- Thái Lan[7]
- Uzbekistan
- Việt Nam[8]

### Giải đấu nữ
- Bangladesh[2]
- Trung Quốc (Chủ nhà)
- Đài Bắc Trung Hoa
- Hồng Kông[3]
- Ấn Độ[4]
- Nhật Bản
- Mông Cổ
- Myanmar
- Nepal[9]
- CHDCND Triều Tiên
- Philippines[10]
- Singapore[11]
- Hàn Quốc
- Thái Lan
- Uzbekistan
- Việt Nam[8]

## Giải đấu nam

### Vòng bảng
23 đội tuyển sẽ được chia thành 6 bảng. Các bảng A, B, C, E và F mỗi bảng có 4 đội, trong khi bảng D chỉ có 3 đội. 12 đội nhất, nhì mỗi bảng cùng với 04 đội xếp thứ 3 có thành tích tốt nhất sẽ giành quyền vào vòng loại trực tiếp. Lễ bốc thăm đã được tổ chức vào lúc 15 giờ ngày 27 tháng 7 năm 2023 tại Hàng Châu, Trung Quốc.

#### Bảng A
| VT | Đội            | ST | T | H | B | BT | BB | HS | Đ | Giành quyền tham dự     |
| -- | -------------- | -- | - | - | - | -- | -- | -- | - | ----------------------- |
| 1  | Trung Quốc (H) | 3  | 2 | 1 | 0 | 9  | 1  | +8 | 7 | Vòng đấu loại trực tiếp |
| 2  | Ấn Độ          | 3  | 1 | 1 | 1 | 3  | 6  | −3 | 4 | Vòng đấu loại trực tiếp |
| 3  | Myanmar        | 3  | 1 | 1 | 1 | 2  | 5  | −3 | 4 | Vòng đấu loại trực tiếp |
| 4  | Bangladesh     | 3  | 0 | 1 | 2 | 0  | 2  | −2 | 1 |                         |

#### Bảng B
| VT | Đội         | ST | T | H | B | BT | BB | HS | Đ | Giành quyền tham dự     |
| -- | ----------- | -- | - | - | - | -- | -- | -- | - | ----------------------- |
| 1  | Iran        | 3  | 2 | 1 | 0 | 7  | 0  | +7 | 7 | Vòng đấu loại trực tiếp |
| 2  | Ả Rập Xê Út | 3  | 2 | 1 | 0 | 6  | 1  | +5 | 7 | Vòng đấu loại trực tiếp |
| 3  | Việt Nam    | 3  | 1 | 0 | 2 | 5  | 9  | −4 | 3 |                         |
| 4  | Mông Cổ     | 3  | 0 | 0 | 3 | 2  | 10 | −8 | 0 |                         |

#### Bảng C
| VT | Đội         | ST | T | H | B | BT | BB | HS | Đ | Giành quyền tham dự     |
| -- | ----------- | -- | - | - | - | -- | -- | -- | - | ----------------------- |
| 1  | Uzbekistan  | 2  | 2 | 0 | 0 | 3  | 1  | +2 | 6 | Vòng đấu loại trực tiếp |
| 2  | Hồng Kông   | 2  | 0 | 0 | 2 | 1  | 3  | −2 | 0 | Vòng đấu loại trực tiếp |
| 3  | Syria       | 0  | 0 | 0 | 0 | 0  | 0  | 0  | 0 | Rút lui                 |
| 4  | Afghanistan | 0  | 0 | 0 | 0 | 0  | 0  | 0  | 0 | Rút lui                 |

1. 1 2  Syria và Afghanistan rút lui khỏi giải vào ngày 18 tháng 9 năm 2023.[12]

#### Bảng D
| VT | Đội       | ST | T | H | B | BT | BB | HS | Đ | Giành quyền tham dự     |
| -- | --------- | -- | - | - | - | -- | -- | -- | - | ----------------------- |
| 1  | Nhật Bản  | 2  | 2 | 0 | 0 | 4  | 1  | +3 | 6 | Vòng đấu loại trực tiếp |
| 2  | Palestine | 2  | 0 | 1 | 1 | 0  | 1  | −1 | 1 | Vòng đấu loại trực tiếp |
| 3  | Qatar     | 2  | 0 | 1 | 1 | 1  | 3  | −2 | 1 | Vòng đấu loại trực tiếp |

#### Bảng E
| VT | Đội      | ST | T | H | B | BT | BB | HS  | Đ | Giành quyền tham dự     |
| -- | -------- | -- | - | - | - | -- | -- | --- | - | ----------------------- |
| 1  | Hàn Quốc | 3  | 3 | 0 | 0 | 16 | 0  | +16 | 9 | Vòng đấu loại trực tiếp |
| 2  | Bahrain  | 3  | 0 | 2 | 1 | 2  | 5  | −3  | 2 | Vòng đấu loại trực tiếp |
| 3  | Thái Lan | 3  | 0 | 2 | 1 | 2  | 6  | −4  | 2 | Vòng đấu loại trực tiếp |
| 4  | Kuwait   | 3  | 0 | 2 | 1 | 2  | 11 | −9  | 2 |                         |

#### Bảng F
| VT | Đội               | ST | T | H | B | BT | BB | HS | Đ | Giành quyền tham dự     |
| -- | ----------------- | -- | - | - | - | -- | -- | -- | - | ----------------------- |
| 1  | CHDCND Triều Tiên | 3  | 3 | 0 | 0 | 4  | 0  | +4 | 9 | Vòng đấu loại trực tiếp |
| 2  | Kyrgyzstan        | 3  | 1 | 0 | 2 | 4  | 4  | 0  | 3 | Vòng đấu loại trực tiếp |
| 3  | Indonesia         | 3  | 1 | 0 | 2 | 2  | 2  | 0  | 3 | Vòng đấu loại trực tiếp |
| 4  | Đài Bắc Trung Hoa | 3  | 1 | 0 | 2 | 2  | 6  | −4 | 3 |                         |

1. 1 2 3  Điểm đối đầu: Kyrgyzstan 4–3, Indonesia 2–1, Đài Bắc Trung Hoa 2–4

## Giải đấu nữ

### Vòng bảng
17 đội tuyển nữ được chia thành 5 bảng. Các bảng A, B, C mỗi bảng gồm 3 đội, trong khi bảng D và E mỗi bảng có 4 đội. 5 đội nhất bảng cùng với 3 đội nhì bảng có thành tích tốt nhất sẽ giành quyền vào vòng loại trực tiếp. Lễ bốc thăm được tổ chức vào lúc 14h55 ngày 27 tháng 7 năm 2023 tại Hàng Châu, Trung Quốc.

#### Bảng A
| VT | Đội            | ST | T | H | B | BT | BB | HS  | Đ | Giành quyền tham dự           |
| -- | -------------- | -- | - | - | - | -- | -- | --- | - | ----------------------------- |
| 1  | Trung Quốc (H) | 2  | 2 | 0 | 0 | 22 | 0  | +22 | 6 | Tứ kết                        |
| 2  | Uzbekistan     | 2  | 1 | 0 | 1 | 6  | 6  | 0   | 3 | Có thể giành quyền vào Tứ kết |
| 3  | Mông Cổ        | 2  | 0 | 0 | 2 | 0  | 22 | −22 | 0 |                               |

#### Bảng B
| VT | Đội               | ST | T | H | B | BT | BB | HS | Đ | Giành quyền tham dự           |
| -- | ----------------- | -- | - | - | - | -- | -- | -- | - | ----------------------------- |
| 1  | Đài Bắc Trung Hoa | 2  | 2 | 0 | 0 | 3  | 1  | +2 | 6 | Tứ kết                        |
| 2  | Thái Lan          | 2  | 1 | 0 | 1 | 1  | 1  | 0  | 3 | Có thể giành quyền vào Tứ kết |
| 3  | Ấn Độ             | 2  | 0 | 0 | 2 | 1  | 3  | −2 | 0 |                               |

#### Bảng C
| VT | Đội               | ST | T | H | B | BT | BB | HS  | Đ | Giành quyền tham dự |
| -- | ----------------- | -- | - | - | - | -- | -- | --- | - | ------------------- |
| 1  | CHDCND Triều Tiên | 2  | 2 | 0 | 0 | 17 | 0  | +17 | 6 | Tứ kết              |
| 2  | Singapore         | 2  | 0 | 0 | 2 | 0  | 17 | −17 | 0 |                     |
| 3  | Campuchia         | 0  | 0 | 0 | 0 | 0  | 0  | 0   | 0 | Rút lui             |

1. ↑  Campuchia rút lui khỏi giải vào ngày 15 tháng 9 năm 2023.[13]

#### Bảng D
| VT | Đội        | ST | T | H | B | BT | BB | HS  | Đ | Giành quyền tham dự |
| -- | ---------- | -- | - | - | - | -- | -- | --- | - | ------------------- |
| 1  | Nhật Bản   | 3  | 3 | 0 | 0 | 23 | 0  | +23 | 9 | Tứ kết              |
| 2  | Việt Nam   | 3  | 2 | 0 | 1 | 8  | 8  | 0   | 6 |                     |
| 3  | Nepal      | 3  | 0 | 1 | 2 | 1  | 11 | −10 | 1 |                     |
| 4  | Bangladesh | 3  | 0 | 1 | 2 | 2  | 15 | −13 | 1 |                     |

#### Bảng E
| VT | Đội         | ST | T | H | B | BT | BB | HS  | Đ | Giành quyền tham dự           |
| -- | ----------- | -- | - | - | - | -- | -- | --- | - | ----------------------------- |
| 1  | Hàn Quốc    | 3  | 3 | 0 | 0 | 13 | 1  | +12 | 9 | Tứ kết                        |
| 2  | Philippines | 3  | 2 | 0 | 1 | 7  | 6  | +1  | 6 | Có thể giành quyền vào Tứ kết |
| 3  | Myanmar     | 3  | 1 | 0 | 2 | 1  | 6  | −5  | 3 |                               |
| 4  | Hồng Kông   | 3  | 0 | 0 | 3 | 1  | 9  | −8  | 0 |                               |

## Huy chương

### Danh sách huy chương
| Nội dung | Vàng | Bạc | Đồng |
| -------- | --- | --- | --- |
| Nam      | Hàn Quốc · Lee Gwang-yeon · Hwang Jae-won · Choi Jun · Park Jin-seop · Lee Jae-ik · Hong Hyun-seok · Jeong Woo-yeong · Paik Seung-ho · Park Jae-yong · Cho Young-wook · Um Won-sang · Min Seong-jun · Goh Young-joon · Lee Han-beom · Jeong Ho-yeon · Kim Tae-hyeon · Song Min-kyu · Lee Kang-in · Seol Young-woo · An Jae-jun · Kim Jeong-hoon · Park Kyu-hyun | Nhật Bản · Kazuki Fujita · Hayato Okuda · Manato Yoshida · Taichi Yamasaki · Seiya Baba · Daiki Matsuoka · Ibuki Konno · Masato Shigemi · Shun Ayukawa · Jun Nishikawa · Yuta Matsumura · Yuma Obata · Kein Sato · Yota Komi · Teppei Yachida · Kakeru Yamauchi · Shota Hino · Taiki Yamada · Kotaro Uchino · Koshiro Sumi · Kenta Nemoto · Hiroki Sekine | Uzbekistan · Abduvohid Nematov · Saidazamat Mirsaidov · Makhmud Makhamadzhonov · Shokhzhakhon Sultonmurodov · Mukhammadkodir Khamraliev · Bekhzod Shamsiev · Khojimat Erkinov · Ibrokhim Ibrokhimov · Ulugbek Khoshimov · Jasurbek Jaloliddinov · Otabek Jurakuziev · Vladimir Nazarov · Eldorbek Begimov · Ibrokhimkhalil Yuldoshev · Sherzod Esanov · Asadbek Rakhimzhonov · Diyor Kholmatov · Alibek Davronov · Khusayin Norchaev · Ruslanbek Jiyanov · Khamidullo Abdunabiev · Alisher Odilov |
| Nữ       | Nhật Bản · Natsumi Asano · Shinomi Koyama · Haruna Tabata · Wakaba Goto · Reina Wakisaka · Rio Sasaki · Yuzuki Yamamoto · Chihiro Ishida · Mami Ueno · Yuzuho Shiokoshi · Yoshino Nakashima · Shu Ohba · Mei Shimada · Momoko Tanikawa · Remina Chiba · Suzu Amano · Toko Koga · Mamiko Matsumoto · Maya Hijikata · Haruka Osawa · Kotono Sakakibara            | CHDCND Triều Tiên · Kim Un-hui · Yu Son-gum · Pak Ju-mi · Ri Myong-gum · Ri Kum-hyang · Pong Song-ae · Pak Sin-Jong · Son Ok-ju · Ri Pom-Hyang · Ri Hye-gyong · Myong Yu-jong · Ri Su-jong · Ju Hyo-sim · Choe Kum-ok · Kim Chungmi · Wi Jong-sim · Kim Hye-yong · Sung Hyang-sim · Ri Hak · An Myong-song · Hong Song-ok · Kim Kyong-yong                | Trung Quốc · Zhu Yu · Li Mengwen · Dou Jiaxing · Wang Linlin · Liu Yanqiu · Zhang Xin · Wang Shuang · Yao Wei · Shen Mengyu · Zhang Rui · Wang Shanshan · Xu Huan · Yang Lina · Lou Jiahui · Chen Qiaozhu · Yao Lingwei · Yan Jinjin · Zhang Linyan · Ou Yiyao · Wu Ri Gu Mu La · Gu Yasha · Pan Hongyan |